# Macizo de Adeje
El Macizo de Adeje se sitúa en el extremo meridional de la isla de Tenerife (Canarias, España), teniendo como mayor exponente al Roque del Conde, con 1.001 metros de altitud. El macizo no es tan apreciable por su reducida estructura inicial, hecho que añadido a la historia geológica del lugar ha potenciado un intenso desmantelamiento de sus materiales, perdiendo de ese modo su aspecto y envergadura original.
Técnicamente, los macizos antiguos tienen sus límites claramente marcados, diferenciándose del resto del territorio insular como un conjunto (como ocurre en Anaga y Teno). En Adeje encaja mejor la denominación de Relieve Antiguo, que es cuando la fragmentación de la estructura es importante y la relevancia sobre el terreno circundante insuficiente. Es la zona más antigua de la isla, donde se han datado rocas de más de 11 millones de años, y se une a la pared sur de las Cañadas del Teide, con un conjunto de volcanes alineados y rampas lávicas.